# Epitranus nigriscutum
Epitranus nigriscutum är en stekelart som först beskrevs av Girault 1914.  Epitranus nigriscutum ingår i släktet Epitranus och familjen bredlårsteklar. Inga underarter finns listade i Catalogue of Life.